# Wormaldia dissecta
Wormaldia dissecta là một loài Trichoptera trong họ Philopotamidae. Chúng phân bố ở miền Cổ bắc.